# Mucha József
Mucha József (Máza, 1951. október 25. –) magyar labdarúgó, edző.

## Életrajzi adatok
Mucha József 1951. október 25-én született az akkor Tolna megyéhez tartozó Mázán. Édesapja dorogi születésű volt. A család később Dorogra költözött,idősebb testvére, Katalin Mázán született. A Dorog és Esztergom-Kertváros határán lévő Hell József Károly Bányagépipari technikumban végezte középiskolai tanulmányait és szerzett érettségit. Fia, Bálint is a Dorogi FC játékosa lett, aki tagja volt az 1996-97-es szezon NB III-as dorogi bajnokcsapatnak és a sikeres osztályozó mérkőzésnek az NB I/B-be jutásért, majd egy szezont játszott az NB I/B-ben.

## Pályafutása

### Klubcsapatban
Szülőhelyén kezdett focizni és innen került Dorogra, ahol a helyi utánpótlás csapatban folytatta pályafutását. Tehetségére hamar felfigyelt a felnőtt csapat akkori edzője, Varga János, aki 17 évesen játéklehetőséget adott számára a felnőttek között, ahol olyan neves csapattársakkal játszhatott együtt, mint Ilku István, Csóri László, Bartalos József, vagy Fellegi István. Hamarosan meghívást kapott az Ifjúsági válogatottba, amikor felfedezte a Ferencváros. A zöld-fehérhez 11 évig hű maradt. Kétszeres magyar bajnok és négyszeres MNK győztes. Tagja az 1974–75-ös KEK döntős csapatnak. Összesen 425 mérkőzésen játszott ebből 252 bajnoki, 114 nemzetközi, 59 hazai díjmérkőzés. Góljainak száma: 64 (35 bajnoki, 29 egyéb).
1981-ben két évig a belga KSV Waregem csapatában profiskodott.

### Válogatottban
A magyar válogatottban 1974 és 1981 között 6 alkalommal szerepelt. Jelentős része volt az 1982-es spanyolországi világbajnokságra való kijutásban.

### Edzőként
A Testnevelési Egyetemen szerezte labdarúgó-edzői diplomáját. 1983-tól a Fradinál dolgozott edzőként. Először a serdülő csapatnál dolgozott, majd Nyilasi Tibor pályaedzője volt. 1996-ban és 1999-ben két alkalommal átmenetileg az első csapat vezetőedzője volt. Később neve felmerült, mint a dorogi csapat lehetséges vezető edzője, amely végül nem valósult meg. Vezette egy-egy szezon erejéig a tiszaújvárosi, majd a siófoki csapatot, mindkettőt az NB I/B-ben.
Érdekesség, hogy két ízben is a dorogi csapat ellen vezette tanítványait és mindkét alkalommal győztesen került ki a küzdelemből. Előbb a Tiszaújváros edzőjeként 1998-ban, majd a Siófokot vezetve 2001-ben. Ennek a mérkőzésnek külön pikantériája volt, hogy a dorogiakat éppen az a Strausz László vezette, aki néhány héttel korábban még a Siófok vezetőedzője volt.
A magyar futsal válogatott kinevezett szövetségi edzője, egyben Rubeola FC Csömör NB. I-es bajnok, futsal csapat edzője.

## Sikerei, díjai

### Játékosként
- Magyar bajnok (1975–1976, 1980–1981)
- Magyar Népköztársasági Kupa-győztes (1972, 1974, 1976, 1978)
- UEFA kupa 3.: (1971–1972).
- KEK második (1975)
- az FTC örökös bajnoka (1981)

## Statisztika

### Mérkőzései a válogatottban
| Magyarország | Magyarország       | Magyarország                    | Magyarország  | Magyarország | Magyarország | Magyarország | Magyarország | Magyarország |
| #            | Dátum              | Helyszín                        | Hazai         | Eredmény     | Vendég       | Kiírás       | Gólok        | Esemény      |
| ------------ | ------------------ | ------------------------------- | ------------- | ------------ | ------------ | ------------ | ------------ | ------------ |
| 1.           | 1974. október 30.  | Cardiff, Ninian Park            | Wales         | 2 – 0        | Magyarország | Eb-selejtező | -            |              |
| 2.           | 1974. november 10. | Szófia, Jurij Gagarin-stadion   | Bulgária      | 0 – 0        | Magyarország | barátságos   | -            |              |
| 3.           | 1975. október 8.   | Łódź                            | Lengyelország | 4 – 2        | Magyarország | barátságos   | -            | 73'          |
| 4.           | 1981. április 15.  | Valencia, Luis Casanova-stadion | Spanyolország | 0 – 3        | Magyarország | barátságos   | -            | 70'          |
| 5.           | 1981. április 28.  | Luzern, Allmend-stadion         | Svájc         | 2 – 2        | Magyarország | vb-selejtező | -            |              |
| 6.           | 1981. június 6.    | Budapest, Népstadion            | Magyarország  | 1 – 3        | Anglia       | vb-selejtező | -            |              |
|              | Összesen           |                                 |               | 6            | mérkőzés     |              | 0            | gól          |